# Підводна трилогія
Підводна трилогія (англ. Undersea Trilogy) — серія з трьох науково-фантастичних романів американських письменників Фредеріка Пола та Джека Вільямсона. Романи вперше були опубліковані у 1954, 1956 та 1958 роках. Романи були зібрані в єдиному томі-омнібусі, опублікованому Baen Books у 1992 році. 
- Підводний пошук (англ. Undersea Quest, 1954)
- Підводний флот (англ. Undersea Fleet, 1956)
- Підводне місто  (англ. Undersea City, 1958)

Події розгортаються в Марінії — підводній країні купольних міст. Герой оповідань — курсант Джим Іден з Підводної академії.

## Підводний пошук
Джим Іден — племінник видатного підводника та винахідника Стюарта Ідена, який винайшов надміцний матеріал «іденіт» і іменем якого названо одне із підводних міст.
Джима виключають з Підводної академії за сфабрикованими звинуваченнями. Він вирушає на пошуки свого дядька, який зник під час геологічного дослідження на дні Іден-Діп біля підводного купольного міста Тетіс. 
Після декількох пережитих замахів Джим починає підозрювати, магната та бізнес-партнера дядька Хелема Сперрі.
На карту поставлено величезне родовище урану на дні біля підводного міста Тетіс. 

## Підводний флот
Джим поновлюється у Підводній академії. Під час екзамену із глибоководного занурення не повертається його товариш родом із Марінії Девід Кракен. Черед декілька місяців Іден з друзями знаходять пораненого Девіда на мілководді після сутички з піратами-амфібіями. Під час канікул Іден та Девід з друзями викупляють старий підводний човен і відправляються в 
жолоб Тонга, щоб допомогти батькові Девіда, який вже з десяток років веде ризиковану справу із добутку унікальних перлин, а тепер зіткнувся зі зрадою своїх працівників-амфібій. У його підводному купольному місті друзям прийдеться витримати облогу піратів та глибоководних динозаврів.

## Підводне місто
Купольне місто Кракатау-Дом було спроектоване, щоб впоратися з підземними поштовхами в сейсмонебезпечних районах. Проблеми починаються, коли землетрусів стає більше, ніж очікувалося, і багато експертів підозрюють, що вони створені штучно. Підводна академія відправляє Джима Ідена та його друзів у сейсмологічну лабораторію, через його досвід роботи під водою, а також тому, що його дядько є головним підозрюваним.